# Konklawe 1914
Konklawe 1914 – zgromadzenie kardynałów zwołane 31 sierpnia 1914 po śmierci papieża Piusa X (20 sierpnia 1914) i zakończono 3 września 1914 wyborem Giacomo della Chiesa (Benedykt XV).  

## Kontekst polityczny

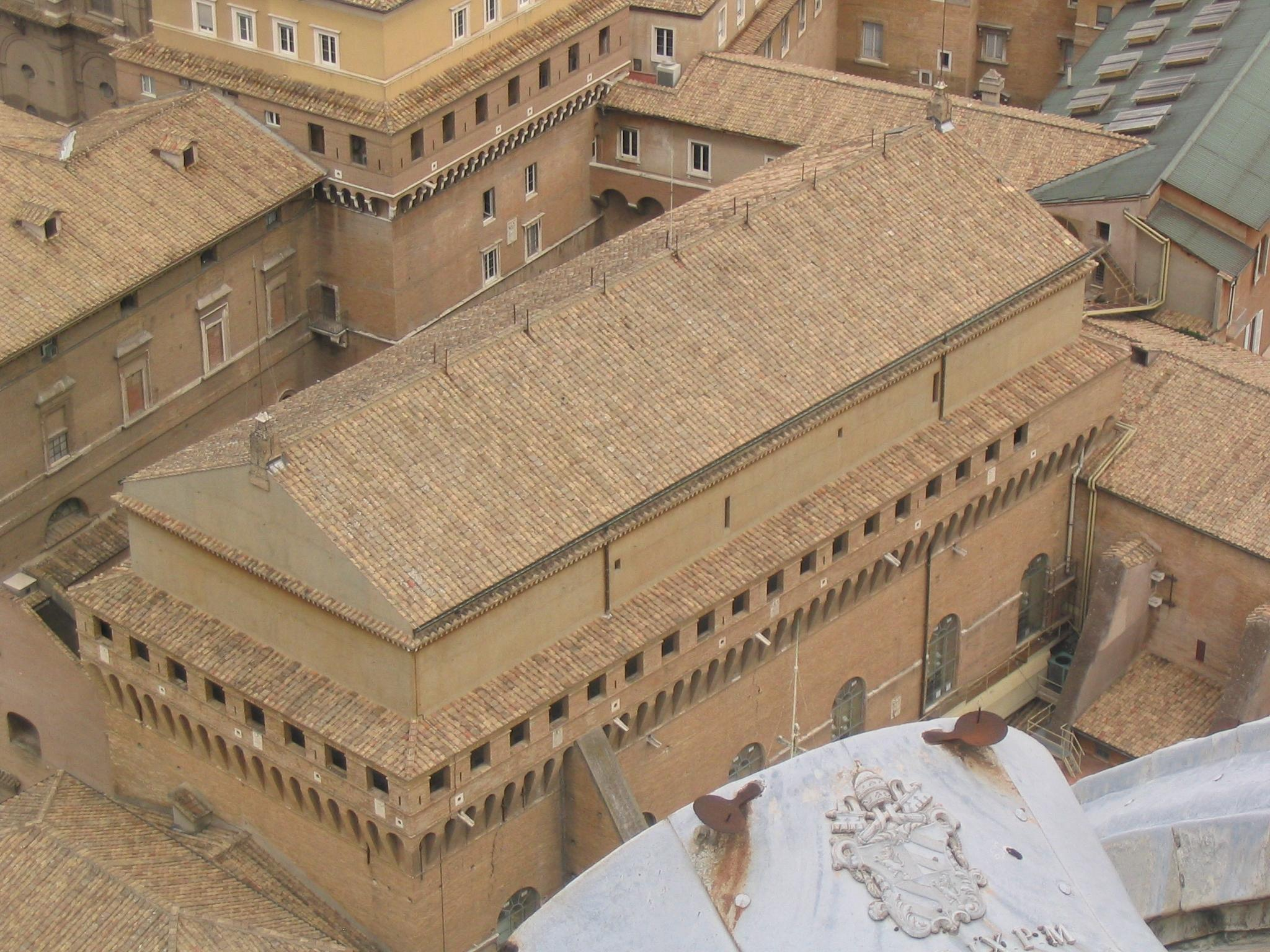
Kaplica Sykstyńska

Pierwsza wojna światowa pokazała trudności przewodnictwa Świętego Miasta jako mediatora prowadzącego do zakończenia wojny, w której katolickie Belgia i Francja były atakowane przez protestanckie Niemcy, te zaś były wspierane przez katolicką Austrię, podczas gdy protestancka Wielka Brytania (wykluczając katolicką Irlandię) i prawosławna Rosja stały po stronie Francji. Zastanawiano się, czy Watykan powinien pozostawać neutralny, czy też powinien objąć moralne przewodnictwo, rzucając publiczne sądy krytykujące zachowania stron konfliktu.
Konklawe zgromadziło kardynałów z krajów będących w konflikcie ze sobą: Károly Hornig z Austro-Węgier, Louis-Henri Luçon z Francji, Felix von Hartmann z Niemiec oraz dwóch kardynałów ze Zjednoczonego Królestwa Wielkiej Brytanii i Irlandii, Francis Bourne (z Anglii i Walii) oraz Michael Logue (z Irlandii).

## Zniesienie weta
Po pogrzebie papieża Piusa X, kardynałowie zdecydowali zgromadzić się na konklawe pod koniec sierpnia 1914 roku. Najważniejszą różnicą w porównaniu do wcześniejszych konklawe było odebranie prawa weta świeckim monarchom wobec decyzji wyboru papieża dokonanej przez kardynałów. Po raz pierwszy w historii, kardynałowie mogli dokonać wyboru papieża samodzielnie.

## Papabile
Główna linia podziału w Kolegium Kardynalskim przebiegała według stosunku do konserwatywnego i radykalnie antymodernistycznego pontyfikatu Piusa X. Ci, którzy pragnęli kontynuacji linii Piusa X, grupowali się wokół sekretarza stanu Merry del Val i popierali kandydaturę Serafiniego. Faworytem frakcji bardziej umiarkowanej był arcybiskup Bolonii Giacomo Della Chiesa, pewne szanse dawano też kardynałowi Maffi.

## Nowy papież
Konklawe rozpoczęło się w kaplicy Sykstyńskiej 31 sierpnia.
Codziennie, począwszy od 1 września, odbywały się cztery głosowania, dwa rano i dwa po południu. Wyniki poszczególnych głosowań są znane dzięki zapiskom kardynała Piffla, arcybiskupa Wiednia, które zostały opublikowane po jego śmierci. Przedstawiały się one następująco:
1) rano 1 września:
- Maffi i Della Chiesa – po 12
- Pompilj – 9
- Merry del Val – 7
- Serafini – 4
- Lualdi – 3
- Ferrata i Bacilieri – po 2
- Gasparri, Falconio, Agliardi, Ferrari, Gotti i de Lai – po 1

2) rano 1 września:
- Maffi i Della Chiesa – po 16
- Pompilj – 10
- Merry del Val – 7
- Serafini, Lualdi i Ferrata – po 2
- Bacilieri i Richelmy – po 1

3)	po południu 1 września:
- Della Chiesa – 18
- Maffi – 16
- Pompilj – 9
- Merry del Val – 7
- Serafini, Lualdi i Richelmy – po 2
- Ferrata – 1

4)	po południu 1 września:
- Della Chiesa – 21
- Maffi – 15
- Pompilj – 9
- Merry del Val – 6
- Serafini, Lualdi – po 2
- Ferrata i Richelmy – po 1

5)	rano 2 września:
- Della Chiesa – 20
- Maffi – 13
- Serafini – 10
- Pompilj – 6
- Merry del Val i Lualdi – po 2
- Bacilieri, Richelmy, Francica-Nava i van Rossum – po 1

6)	rano 2 września:
- Della Chiesa – 27
- Serafini – 17
- Maffi – 7
- Pompilj i Lualdi – po 2
- Richelmy i Francica-Nava – po 1

7)	po południu 2 września:
- Della Chiesa – 31
- Serafini – 21
- Maffi – 2
- Pompilj, Richelmy i Francica-Nava – po 1

8)	po południu 2 września:
- Della Chiesa – 32
- Serafini – 24
- Richelmy – 1

9)	rano 3 września:
- Della Chiesa – 34
- Serafini – 22
- Richelmy – 1

10)	rano 3 września:
- Della Chiesa – 38
- Serafini – 18
- Richelmy – 1

3 września 1914, po dziesiątym głosowaniu, Giacomo Kardynał della Chiesa, arcybiskup Bolonii we Włoszech został wybrany na papieża, otrzymawszy 38 głosów elektorskich, czyli dokładnie tyle ile wynosiła wymagana większość 2/3 głosów. Elekt przybrał imię Benedykta XV. Trzy dni później został koronowany w kaplicy Sykstyńskiej przez protodiakona Francesca Salesia della Volpe.

## Dane dotyczące konklawe 1914
- Data: Konklawe 31 sierpnia – 3 września, 1914

- Miejsce: Kaplica Sykstyńska w Watykanie

- Obecni – 57 z 65 kardynałów, w tym 31 z Włoch, 6 z Francji, 5 z Hiszpanii, 4 z Austro-Węgier, 3 z Wielkiej Brytanii (w tym jeden Irlandczyk), po 2 z Niemiec i z Portugalii oraz po 1 z Belgii, Brazylii, Holandii i Stanów Zjednoczonych :
  - Serafino Vannutelli (Włochy; nominacja 14 marca 1887) – kardynał biskup Ostii i Porto e Santa Rufina; dziekan Świętego Kolegium Kardynałów; penitencjariusz większy; prefekt Świętej Kongregacji ds. Ceremoniału
  - Antonio Agliardi (Włochy; 22 czerwca 1896) – kardynał biskup Albano; komendatariusz kościoła prezbiterialnego S. Lorenzo in Damaso; subdziekan Świętego Kolegium Kardynałów; kanclerz Świętego Kościoła Rzymskiego
  - Vincenzo Vannutelli (Włochy; 30 grudnia 1889) – kardynał biskup Palestriny; komendatariusz kościoła prezbiterialnego S. Silvestro in Capite; archiprezbiter bazyliki liberiańskiej; prefekt Najwyższego Trybunału Sygnatury Apostolskiej
  - Francesco di Paola Cassetta (Włochy; 19 czerwca 1899) – kardynał biskup Frascati; komendatariusz diakonii Ss. Vito e Modesto e Crescenzia; prefekt Świętej Kongregacji Soboru Trydenckiego, bibliotekarz Świętego Kościoła Rzymskiego
  - Gaetano de Lai (Włochy; 16 grudnia 1907) – kardynał biskup Sabiny; sekretarz Świętej Kongregacji Konsystorialnej
  - Diomede Falconio OFM (Włochy; 27 listopada 1911) – kardynał biskup Velletri
  - José Sebastião Neto OFMDisc (Portugalia; 24 marca 1884) – kardynał prezbiter Ss. XII Apostoli; protoprezbiter Świętego Kolegium Kardynałów
  - Angelo Di Pietro (Włochy; 16 stycznia 1893) – kardynał prezbiter S. Lorenzo in Lucina; datariusz Jego Świątobliwości
  - Michael Logue (Wielka Brytania; 16 stycznia 1893) – kardynał prezbiter S. Maria della Pace; arcybiskup Armagh i prymas Irlandii
  - Andrea Ferrari (Włochy; 18 maja 1894) – kardynał prezbiter S. Anastasia; arcybiskup Mediolanu
  - Girolamo Maria Gotti OCD (Włochy; 29 listopada 1895) – kardynał prezbiter S. Maria della Scala; prefekt Świętej Kongregacji Rozkrzewiania Wiary
  - Domenico Ferrata (Włochy; 22 czerwca 1896) – kardynał prezbiter S. Prisca; prefekt Świętej Kongregacji Dyscypliny Sakramentów; sekretarz Najwyższej Świętej Kongregacji Świętego Oficjum; archiprezbiter bazyliki laterańskiej
  - José María Martín de Herrera y de la Iglesia (Hiszpania; 19 kwietnia 1897) – kardynał prezbiter S. Maria in Transpontina; arcybiskup Santiago de Compostela
  - Giuseppe Francica Nava di Bontifé (Włochy; 19 czerwca 1899) – kardynał prezbiter Ss. Giovanni e Paolo; arcybiskup Katanii
  - Agostino Richelmy (Włochy; 19 czerwca 1899) – kardynał prezbiter S. Maria in Via; arcybiskup Turynu
  - Lev Skrbenský z Hříště (Austro-Węgry; 15 kwietnia 1901) – kardynał prezbiter S. Stefano al Monte Celio; arcybiskup Pragi i prymas Czech
  - Giulio Boschi (Włochy; 15 kwietnia 1901) – kardynał prezbiter S. Lorenzo in Panisperna; arcybiskup Ferrary; biskup Comacchio
  - Bartolomeo Bacilieri (Włochy; 15 kwietnia 1901) – kardynał prezbiter S. Bartolomeo all’Isola; biskup Werony
  - Rafael Merry del Val y Zulueta (Hiszpania; 9 listopada 1903) – kardynał prezbiter S. Prassede; sekretarz stanu Stolicy Apostolskiej; archiprezbiter bazyliki watykańskiej; prefekt Fabryki Świętego Piotra; prefekt Pałacu Apostolskiego; prefekt Świętej Kongregacji ds. Sanktuarium Loreto; przewodniczący Rady ds. Patrymonium Stolicy Apostolskiej
  - Joaquim Arcoverde de Albuquerque Cavalcanti (Brazylia; 11 grudnia 1905) – kardynał prezbiter Ss. Bonifacio ed Alessio; arcybiskup Rio de Janeiro
  - Aristide Cavallari (Włochy; 15 kwietnia 1907) – kardynał prezbiter S. Maria in Cosmedin; patriarcha Wenecji
  - Aristide Rinaldini (Włochy; 15 kwietnia 1907) – kardynał prezbiter S. Pancrazio
  - Benedetto Lorenzelli (Włochy; 15 kwietnia 1907) – kardynał prezbiter S. Croce in Gerusalemme; prefekt Świętej Kongregacji ds. Studiów
  - Pietro Maffi (Włochy; 15 kwietnia 1907) – kardynał prezbiter S. Crisogono; arcybiskup Pizy
  - Alessandro Lualdi (Włochy; 15 kwietnia 1907) – kardynał prezbiter Ss. Andrea e Gregorio al Monte Celio; arcybiskup Palermo
  - Désiré-Joseph Mercier (Belgia; 15 kwietnia 1907) – kardynał prezbiter S. Pietro in Vincoli; arcybiskup Mechelen i prymas Belgii
  - Pietro Gasparri (Włochy; 16 grudnia 1907) – kardynał prezbiter S. Bernardo alle Terme; kamerling Świętego Kolegium Kardynałów
  - Louis-Henri Luçon (Francja; 16 grudnia 1907) – kardynał prezbiter S. Maria Nuova e Santa Francesca Romana; arcybiskup Reims
  - Paulin-Pierre Andrieu (Francja; 16 grudnia 1907) – kardynał prezbiter S. Onofrio; arcybiskup Bordeaux
  - António Mendes Bello (Portugalia; 27 listopada 1911) – kardynał prezbiter Ss. Marcellino e Pietro; patriarcha Lizbony
  - José María Cos y Macho (Hiszpania; 27 listopada 1911) – kardynał prezbiter S. Maria del Popolo; arcybiskup Valladolid
  - Antonio Vico (Włochy; 27 listopada 1911) – kardynał prezbiter S. Callisto
  - Gennaro Granito Pignatelli di Belmonte (Włochy; 27 listopada 1911) – kardynał prezbiter S. Maria degli Angeli
  - John Murphy Farley (Stany Zjednoczone; 27 listopada 1911) – kardynał prezbiter S. Maria sopra Minerva; arcybiskup Nowego Jorku
  - Francis Bourne (Wielka Brytania; 27 listopada 1911) – kardynał prezbiter S. Pudenziana; arcybiskup Westminster
  - Leon-Adolphe Amette (Francja; 27 listopada 1911) – kardynał prezbiter S. Sabina; arcybiskup Paryża
  - Enrique Almaraz y Santos (Hiszpania; 27 listopada 1911) – kardynał prezbiter S. Pietro in Montorio; arcybiskup Sewilli
  - François-Marie-Anatole de Rovérié de Cabrières (Francja; 27 listopada 1911) – kardynał prezbiter S. Maria della Vittoria; biskup Montpellier
  - Basilio Pompilj (Włochy; 27 listopada 1911) – kardynał prezbiter S. Maria in Aracoeli; wikariusz generalny diecezji rzymskiej; tytularny arcybiskup Filippi
  - Károly Hornig (Austro-Węgry; 2 grudnia 1912) – kardynał prezbiter S. Agnese fuori le mura; biskup Veszprém
  - Victoriano Guisasola y Menéndez (Hiszpania; 25 maja 1914) – kardynał prezbiter [bez tytułu]; arcybiskup Toledo i prymas Hiszpanii
  - Domenico Serafini OSBCas (Włochy; 25 maja 1914) – kardynał prezbiter S. Cecilia
  - Giacomo Della Chiesa (Włochy; 25 maja 1914) – kardynał prezbiter Ss. IV Coronati; arcybiskup Bolonii
  - Franziskus von Bettinger (Niemcy; 25 maja 1914) – kardynał prezbiter S. Marcello; arcybiskup Monachium-Fryzyngi
  - János Csernoch (Austro-Węgry; 25 maja 1914) – kardynał prezbiter bez tytułu; arcybiskup Esztergom i prymas Węgier
  - Hector-Irénée Sévin (Francja; 25 maja 1914) – kardynał prezbiter SS. Trinita al Monte Pincio; arcybiskup Lyonu i prymas Galii
  - Felix von Hartmann (Niemcy; 25 maja 1914) – kardynał prezbiter S. Giovanni a Porta Latina; arcybiskup Kolonii
  - Friedrich-Gustav Piffl CRLA (Austro-Węgry; 25 maja 1914) – kardynał prezbiter bez tytułu; arcybiskup Wiednia
  - Francesco Salesio della Volpe (Włochy; 19 czerwca 1899) – kardynał diakon S. Maria in Aquiro; protodiakon Świętego Kolegium Kardynałów; kamerling Świętego Kościoła Rzymskiego; prefekt Świętej Kongregacji Indeksu
  - Ottavio Cagiano de Azevedo (Włochy; 11 grudnia 1905) – kardynał diakon Ss. Cosma e Damiano; prefekt Świętej Kongregacji ds. Zakonów
  - Gaetano Bisleti (Włochy; 27 listopada 1911) – kardynał diakon S. Agata in Suburra; wielki przeor zakonu joannitów
  - Louis Billot SJ (Francja; 27 listopada 1911) – kardynał diakon S. Maria in Via Lata
  - Willem Marinus van Rossum CSsR (Holandia; 27 listopada 1911) – kardynał diakon S. Cesareo in Palatio; przewodniczący Papieskiej Komisji Biblijnej
  - Scipione Tecchi (Włochy; 25 maja 1914) – kardynał diakon S. Maria in Domnica
  - Filippo Giustini (Włochy; 25 maja 1914) – kardynał diakon S. Angelo in Pescheria
  - Michele Lega (Włochy; 25 maja 1914) – kardynał diakon S. Eustachio
  - Francis Aidan Gasquet OSB (Francja; 25 maja 1914) – kardynał diakon S. Giorgio in Velabro

17 elektorów mianował Leon XIII, pozostałych 40 – Pius X.
- Przybyli spóźnieni: 3 kardynałów (jeden z nominacji Leona XIII, dwóch z nominacji Piusa X):
  - James Gibbons (Stany Zjednoczone; 7 czerwca 1886) – kardynał prezbiter S. Maria in Trastevere; arcybiskup Baltimore
  - William O’Connell (Stany Zjednoczone; 27 listopada 1911) – kardynał prezbiter S. Clemente; arcybiskup Bostonu
  - Louis-Nazaire Bégin (Kanada; 25 maja 1914) – kardynał prezbiter Ss. Vitale, Gervasio e Protasio; arcybiskup Québecu

- Nieobecnych z powodu choroby/stanu zdrowia: 5 kardynałów (trzech z nominacji Leona XIII, dwóch z nominacji Piusa X):
  - Kolos Ferenc Vaszary OSBHung (Austro-Węgry; 16 stycznia 1893) – kardynał prezbiter Ss. Silvestro e Martino ai Monti
  - Giuseppe Prisco (Włochy; 30 listopada 1896) – kardynał prezbiter S. Sisto; arcybiskup Neapolu
  - Sebastiano Martinelli OESA (Włochy; 15 kwietnia 1901) – kardynał prezbiter S. Agostino; prefekt Świętej Kongregacji ds. Obrzędów
  - František Saleský Bauer (Austro-Węgry; 27 listopada 1911) – kardynał prezbiter S. Girolamo degli Schiavoni; arcybiskup Ołomuńca
  - François Virgile Dubillard (Francja; 27 listopada 1911) – kardynał prezbiter S. Susanna; arcybiskup Chambéry

| DŁUGOŚĆ KONKLAWE   | 4 dni                     |
| LICZBA GŁOSOWAŃ    | 10                        |
| ELEKTORÓW          | 65                        |
| ------------------ | ------------------------- |
| Nieobecnych        | 8                         |
| Obecnych           | 57                        |
| Afryka             | 0                         |
| Ameryka Łacińska   | 1                         |
| Północna Ameryka   | 1                         |
| Azja               | 0                         |
| Europa (bez Włoch) | 24                        |
| Oceania            | 0                         |
| Bliski Wschód      | 0                         |
| Włochy             | 31                        |
| UŻYCIE WETA        | zakazane                  |
| ZMARŁY PAPIEŻ      | Święty PIUS X (1903-1914) |
| NOWY PAPIEŻ        | BENEDYKT XV (1914-1922)   |